# 侯安都
侯安都（こう あんと、520年 - 563年）は、南朝梁から陳にかけての軍人。字は成師。本貫は始興郡曲江県。

## 経歴
侯文捍の子として生まれた。成長すると、隷書や鼓琴を得意とし、経書や史書を渉猟して、五言詩を作った。またすこぶる清新華麗で、騎射がよくできた。南朝梁の始興郡内史の蕭子範に召し出されて主簿となった。侯景の乱が起こると、安都は兵士を招集して3000人に達した。陳霸先に従って蔡路養を攻め、李遷仕を破り、建康での侯景との戦いに奮戦して功績を挙げた。元帝により猛烈将軍・通直散騎常侍の位を受け、富川県子に封じられた。陳霸先に従って京口に駐屯し、蘭陵郡太守に任じられた。天成元年（555年）、陳霸先が王僧弁を討つにあたって、安都とともに計策を練った。安都は陳霸先の命を受けて水軍を率いて京口から石頭城に赴き、陳霸先自身は騎兵と歩兵を率いて江乗県の羅落から石頭城に向かった。安都は石頭城の北側に到着すると、舟を棄てて岸を登ったが、王僧弁に気づかれなかった。石頭城の北に接する丘に登ると、城のひめがきはあまり峻険ではなかった。安都は鎧を着て長刀を帯びたまま、ひめがきの中に捧を渡すと、兵士たちは城内に侵入し、王僧弁の寝室に迫った。陳霸先の軍がやってきて、聴事の前で王僧弁の軍と戦うと、安都は潜伏していた城内から出て、王僧弁の軍の腹背を攻撃したため、王僧弁を捕らえることができた。
同年（紹泰元年）、安都は功績により使持節・散騎常侍・都督南徐州諸軍事・仁威将軍・南徐州刺史に任じられた。陳霸先が呉興郡の杜龕を討つべく出征すると、安都は台城の留守をまもった。徐嗣徽・任約らが北斉軍を引き入れて石頭城を占拠し、その遊軍の騎兵が台城のそばにまでやってきた。安都は台城の門を閉ざして旗幟を掲げたが、統制が緩んでいるとみるや、「城壁を登る者は賊と見なして斬る」と城中に布告した。夕方になって敵が軍を収めて石頭城に帰ると、安都は兵士に命じて夜間に防御の器具を準備させた。翌朝に再び敵軍がやってくると、安都は武装兵300人を率いて、東西の掖門を開いて戦い、これを破った。敵軍は石頭城に逃げ帰り、再び台城に迫ってこなくなった。陳霸先が台城に到着すると、安都は水軍を率いて、長江での敵軍の食糧輸送を遮断した。さらに秦郡を襲撃して、徐嗣徽の柵を破り、かれの家族を捕らえ財産を接収した。徐嗣徽愛用の琵琶や飼っていた鷹を入手し、手紙でそのことを知らせてやると、徐嗣徽らは戦意阻喪して、請和を求めてきた。陳霸先は徐嗣徽らが江北に撤退するのを許した。徐嗣徽らが長江を渡った後も、北斉の残軍はなお采石に拠って守備を固めていたが、安都が派遣されてこれを攻撃すると、その多くは捕らえられた。
紹泰2年（556年）春、安都は兵を率いて梁山に駐屯し、北斉に備えた。徐嗣徽らが再び丹陽尹に侵入し、湖熟県に到達すると、陳霸先は安都を呼び戻し、高橋でこれを阻ませた。さらに安都は耕壇の南で戦い、12騎を率いて徐嗣徽らの陣に突撃してこれを破ると、北斉の儀同の乞伏無労を生け捕りにした。また北斉の将軍の東方老を刺して落馬させたが、北斉軍の騎兵が救援に来たため、東方老を捕らえそこなった。北斉軍が北の蒋山に移ると、安都は北斉の将軍の王敬宝と龍尾で戦った。安都は従弟の侯暁と軍主の張纂を先鋒にして王敬宝の陣を襲撃させたが、侯暁は槍を受けて落馬し、張纂は戦死した。安都は侯暁を救おうと駆けつけ、北斉の騎士11人を斬り、張纂の遺体も回収して帰ったことから、北斉軍もひるんで安都に迫ろうとはしなかった。陳霸先は北斉軍と莫府山で戦い、安都に命じて兵1000人あまりを率いさせ、白下から北斉軍の後方を横撃させると、北斉軍は敗走した。安都はさらに部隊を率いて追撃し、摂山に到達すると、北斉の兵の多くを捕虜とした。功績により爵位を侯に進められた。平南将軍の号を受け、西江県公に改封された。
太平2年（557年）、安都は水軍を都督して豫章郡に進出し、豫州刺史の周文育を助けて蕭勃を討つことになった。安都が到着する前に、周文育がすでに蕭勃を斬り、その部将の欧陽頠・傅泰らを捕らえていた。ただ余孝頃と蕭勃の子の蕭孜がなお豫章郡の石頭に拠って、2城を結んでいた。余孝頃と蕭孜はそれぞれその1城に拠っており、多くの船艦を設けて、川を挟んで布陣していた。安都は馬に枚を噛ませて夜間に敵の船艦を焼き討ちした。周文育は水軍を率い、安都は歩兵と騎兵を率いて、岸に登って布陣した。余孝頃が後方の道を遮断しようとしたため、安都は軍士に命じて多くの松の木を伐採して柵を作り、陣営をならべて前進すると、連戦連勝して蕭孜を降した。余孝頃は新呉に逃げ帰り、子を人質にする条件で講和を求めて許された。安都は凱旋すると、功績により鎮北将軍の号を受け、開府儀同三司の位を加えられた。
安都はそのまま武昌に向かい、周文育と合流して西方の王琳を討つこととなった。出発にあたり、新林で王公以下の餞別を受けたが、安都は橋を渡ろうと馬を躍せて、人馬ともに水中に落ち、さらに船内に座って櫓井に落ちた。居合わせた人々はこれを不吉な兆しとみなした。安都は武昌に到着すると、王琳の部将の樊猛が城を棄てて逃亡した。周文育もまた豫章郡から到着した。両将がともに進軍すると、その統率はちくはぐになり、部下たちも相争って、協調を欠いた。官軍が郢州に到着すると、王琳の部将の潘純陀により城中の遠距離から弩射を受けた。安都はこれに怒って、進軍して州城を包囲したが、落とすことができなかった。同年（永定元年）、王琳が弇口に到着すると、安都は郢州の包囲を解いて全軍を沌口に向かわせ、王琳を阻止しようとしたが、強風に遭って進軍できなかった。王琳は東岸に拠り、官軍は西岸に拠って、数日の対峙の後に合戦したが、安都らが敗れた。安都は周文育・徐敬成らとともに王琳に捕らえられた。王琳は捕虜たちを1本の長鎖に繋いで船倉に拘置し、親しい宦官の王子晋に監視させた。永定2年（558年）、王琳が湓城の白水浦へと下っていくと、安都らは甘言と賄賂で王子晋を篭絡した。王子晋は小船を用意して夜間に安都や周文育らを乗せ、深い草中を分け入って、官軍のもとに帰らせた。安都は建康に帰ると、自らを弾劾して官爵を返上したが、赦令を受けて官爵をもどされた。
ほどなく丹陽尹となり、都督南豫州諸軍事・鎮西将軍・南豫州刺史として出向した。永定3年（559年）、周文育の後詰めとして余孝頃の弟の余孝勱や王琳の部将の曹慶・常衆愛らを攻撃した。安都は宮亭湖から松門に進出し、常衆愛の後を追った。周文育が熊曇朗に殺害されると、安都は大艦を奪取した。王琳の部将の周炅と周協が南に帰ろうとするところに遭遇して、これと戦って撃破し、周炅と周協を生け捕りにした。余孝勱の弟の余孝猷が部下4000家を率いて王琳につこうとしていたが、周炅と周協の敗北をみて、安都のもとを訪れて降伏した。安都はさらに禽奇洲に進軍し、曹慶・常衆愛らを破り、その船艦を焼いた。常衆愛は廬山に逃れて、村人に殺された。安都は軍を返して南皖にいたった。
陳の武帝陳霸先が死去すると、安都は臨川王陳蒨に従って建康に帰り、陳蒨の即位を求めた。ときに陳蒨は謙譲の態度を示し、章太后も北周から帰国する予定の衡陽王陳昌の事情に配慮して令を下そうとせず、朝臣たちも決断することができなかった。安都は「いま四方は定まっておらず、逡巡する暇はない。臨川王は天下に功績があるのだから、ともに立てるべきである。今日の事に後になって応じる者は斬る」と恫喝した。陳蒨を上殿させ、章太后に玉璽を出させ、手ずから陳蒨の髪をほどいて、喪主をつとめさせた。南朝陳の文帝（陳蒨）が即位すると、安都は司空に上り、そのまま都督南徐州諸軍事・征北将軍・南徐州刺史をつとめた。
ときに王琳が柵口まで下ってきたため、侯瑱が大都督となり、蕪湖に駐屯して対処にあたった。このとき陳軍の指揮経略の多くは安都から出たものであった。天嘉元年（560年）、王琳が敗れて北斉に亡命すると、安都は湓城に進軍し、王琳の残党を討って、向かうところみな下した。衡陽王陳昌の帰国に際して、安都は陳昌を迎えたいと自ら願い出たが、陳昌は漢水を渡ったところ死去した。安都は功績により清遠郡公に爵位を進められ、陳の朝臣では右に出る者がいなくなった。
安都の父の侯文捍は始興郡内史となっていたが、在官のまま死去した。安都は文帝により建康に召還され、喪に服したが、ほどなく本官にもどされた。この年、安都は桂陽郡公に改封された。
王琳の敗北後、北周の兵が巴州や湘州に侵入していたため、安都は文帝の命を受けて西征した。留異が東陽郡に拠って叛いたことから、安都はさらに命を受けて東征した。留異は官軍が銭塘江から遡ってくると予測していたが、安都が会稽郡の諸曁県から東陽郡の永康県に進出してきたため、意表をつかれて恐慌をきたした。留異は桃枝嶺に逃れ、嶺谷の間に拠って、巌口に柵を立てて、官軍をはばもうとした。安都は連城を作って留異を攻撃すると、自ら近接戦に参加して流れ矢に当たり、流血はくるぶしに達した。安都は輿に乗って軍を指揮し、顔色を変えなかった。安都は山攻めの困難を悟ると、堰を作って長期戦に備えた。天嘉3年（562年）夏、せき止めた水が増水すると、安都は船を堰に引き入れ、楼艦を仕立てて留異の城塞に接近させ、石弾を放って城楼を破砕した。留異は晋安郡に脱出し、安都は留異の妻子や部下を捕らえ、戦利品を鹵獲して凱旋した。功績により安都は侍中・征北大将軍の位を加えられ、南徐州にもどった。この年、南徐州の官吏や民衆が建康の宮殿を訪れて、安都の功績を讃える頌徳碑を建てたいと請願したので、文帝はこれを許可した。
王琳を平定した後、安都は自らの功績に驕って、文武の士を多く招き、弓射や乗馬の腕前を披露させ、あるいは詩賦を作るよう命じ、その成績を評価して賞賜を与えるようになった。褚玠・馬枢・陰鏗・張正見・徐伯陽・劉刪・祖孫登といった文士や蕭摩訶・裴子烈らの武士を賓客として、子飼いは1000人に達した。安都の部下の将帥の多くは法度を守らず、法吏の検断に遭うと、安都のもとに逃げ帰っていた。安都は上表文を開封して書き込みをしたり、文帝を臨川王と呼んだりした。重雲殿が火災に遭うと、安都は武装した兵士を入殿させた。文帝は安都のこうした増長を憎んだ。周迪の乱に対しても、安都の出馬を望む声は大きかったが、文帝は呉明徹を派遣して周迪を討たせた。台城から安都の部下を取り調べる使者が頻繁に派遣されるようになり、安都の反乱の証拠が探された。安都も不安を抱き、別駕の周弘実を舎人の蔡景歴のもとに派遣して賄賂を贈り、宮中の事情を探らせようとした。蔡景歴はこのことを文帝に詳しく報告し、安都を謀反の罪に問うよう求めた。
天嘉4年（563年）春、都督江呉二州諸軍事・征南大将軍・江州刺史に任じられた。安都が京口から建康に帰ると、文帝は嘉徳殿での宴会に安都を招いた。安都の部下の将帥たちは尚書朝堂に集められ、安都と引き離された。そこで安都は捕らえられ、嘉徳西省に拘置された。部下の将帥たちは馬や武器を全て奪われた後に釈放された。安都は反乱を計画した罪に問われた。翌日、西省において死を賜った。享年は44。

## 子女
- 侯敦（長男、12歳で員外散騎侍郎となったが、天嘉2年（561年）に落馬して死去した。桂陽国愍世子と追諡された）
- 侯亶（後嗣、陳集県侯）
- 侯秘

## 伝記資料
- 『陳書』巻8 列伝第2
- 『南史』巻66 列伝第56